# Raymond Griffith
Pour les articles homonymes, voir Griffith.
Raymond Griffith est un acteur, un scénariste et un producteur américain né le 23 janvier 1895 à Boston (Massachusetts) et mort le 25 novembre 1957 à Los Angeles (Californie).

## Biographie
Né à Boston, dans le Massachusetts dans la famille d'acteurs, Raymond Griffith perd sa voix à un âge précoce et doit s'exprimer toute sa vie dans un murmure rauque. Dans les années 1920, le magazine Photoplay donne la version selon laquelle il aurait endommagé ses cordes vocales lors du tournage dans le mélodrame The Witching Hour d'Helen Arnold, en 1916, où il était amené à interpréter un enfant battu. L'acteur ne l'a pas démenti publiquement, mais le film ne comporte pas de scènes en question. Le fait d'évoluer dans le monde théâtral grâce à ses parents a développé très tôt ses capacités de mime car cette expression occupait une place importante dans les représentations de vaudeville. Il a également été signalé qu'il s'est produit au sein d'une troupe française de mime.
Au cinéma, sa carrière commence chez la Vitagraph Company of America en 1914. Il s’illustre par sa capacité à tenir un rôle secondaire et le rendre plus attrayant pour le public qu'un rôle de premier plan. Il devient une star quand il rejoint Paramount dans les années 1920. Sa collaboration se poursuit avec succès avec les studios First National et Goldwyn, notamment dans The Eternal Three et Red Lights (1923). Deux ans plus tard, lorsqu'il obtient un contrat avec Paramount, il interprète ses rôles les plus réussis dans Paths of Paradise (1925) et l'année suivante avec Hands Up! (1926).
Le développement du cinéma parlant porte un coup fatal à sa carrière d'acteur, mais il tient encore un rôle mémorable dans un film avant de se retirer de l'écran, en jouant un soldat mortellement blessé, Gérard Duval, dans À l'Ouest, rien de nouveau en 1930. Il s'oriente ensuite vers l'écriture et la production au Twentieth Century Fox.
Griffith meurt lors d'un diner au Masquers Club de Los Angeles en Californie, âgé de 62 ans, le 25 novembre 1957,. Il est enterré au Forest Lawn Memorial Park de Glendale.

## Filmographie partielle

### Comme acteur
- 1915 : A Saphead's Revenge de Craig Hutchinson : M. Slidewell
- 1915 : A Scandal at Sea de Craig Hutchinson : le masseur
- 1915 : Blackmail in a Hospital de Craig Hutchinson : Cookie
- 1915 : Ready for Reno de Craig Hutchinson : le mari n° 1
- 1915 : Tears and Sunshine de Henry Lehrman : le fils
- 1915 : Under New Management de Henry Lehrman : Ray, le premier clerc

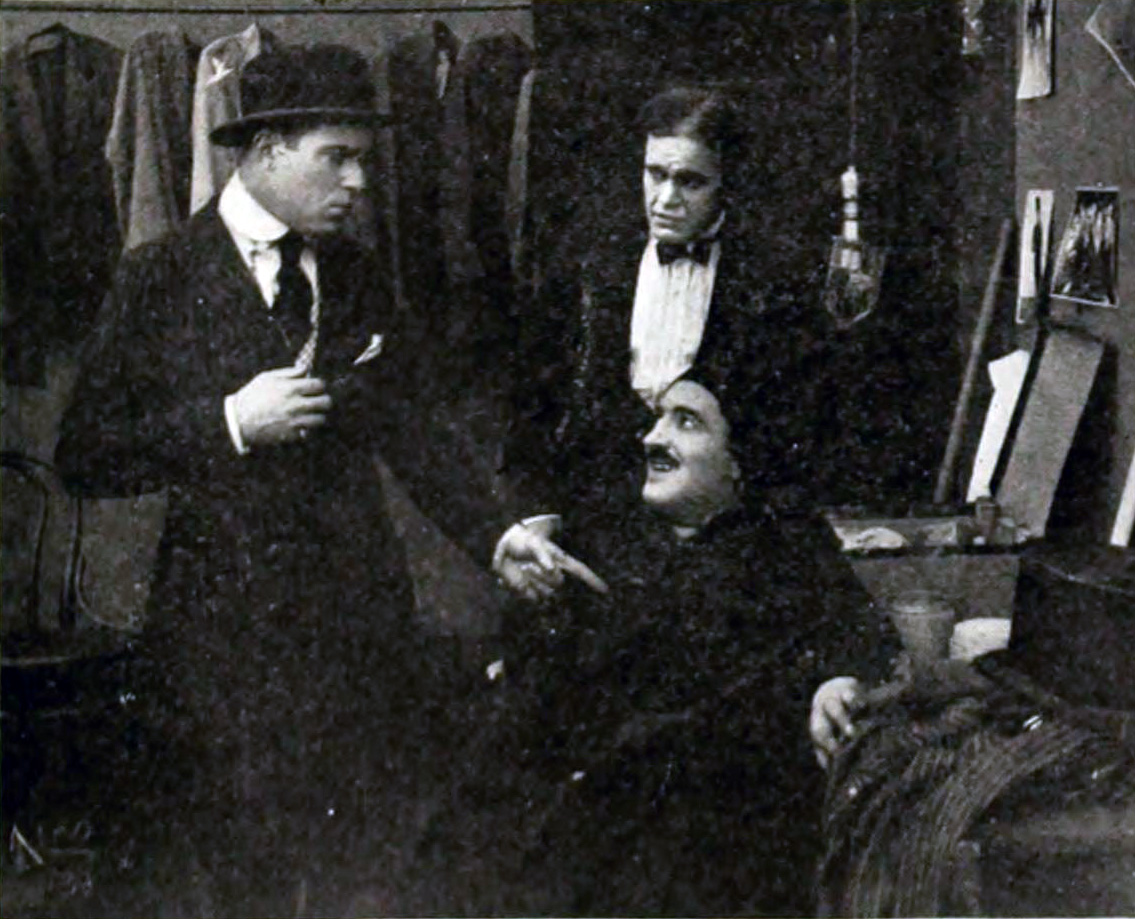
Dans How Stars Are Made en 1916.

- 1916 : A Bath House Blunder de Dell Henderson : l'homme sur le plongeoir
- 1916 : A Busted Honeymoon de John G. Blystone : le marié
- 1916 : A Scoundrel's Toll de Glen Cavender : Victor Edison
- 1916 : A September Mourning de Henry Lehrman : l'autre artiste
- 1916 : How Stars Are Made de John G. Blystone : le concierge
- 1916 : Mr. McIdiot's Assassination de Craig Hutchinson : M. McIdiot
- 1916 : The Great Smash de John G. Blystone : John D. Rock Jr.
- 1916 : The Surf Girl de Harry J. Edwards : le maître-nageur
- 1917 : A Royal Rogue de Robert Kerr : le faux duc
- 1917 : Caught in the End de Charles Avery : le mari
- 1917 : His Fatal Move de Reggie Morris : le mari
- 1917 : His Hidden Talent de Reggie Morris : le type bizarre
- 1917 : His Social Rise de Reggie Morris : le maître d'hôtel au chômage
- 1917 : His Thankless Job de Reggie Morris : l'homme au chômage
- 1918 : His Double Life de Harry J. Edwards : le père
- 1918 : The Red-Haired Cupid de Cliff Smith : Albert Jones
- 1919 : Rêves dorés (The Follies Girl) de John Francis Dillon : Fredric
- 1922 : Fools First de Marshall Neilan : Tony
- 1922 : Fiancé malgré lui (The Crossroads of New York) de F. Richard Jones
- 1922 : Minnie de Marshall Neilan : le vendeur de chewing-gum
- 1923 : Âmes à vendre (Souls for Sale) de Rupert Hughes
- 1923 : Red Lights de Clarence Badger : Sheridan Scott
- 1923 : The Day of Faith de Tod Browning : Tom Barnett

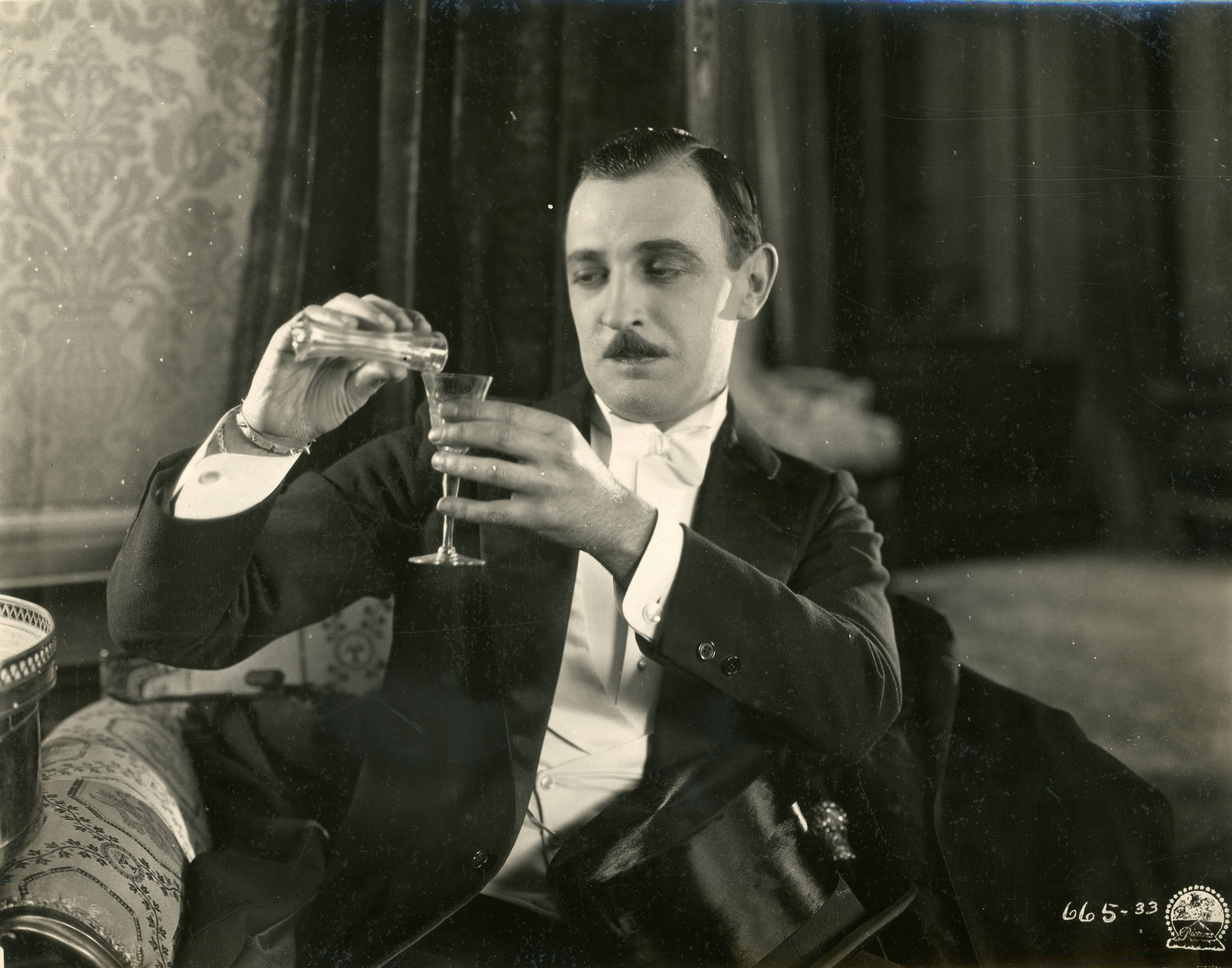
Raymond Griffith dans Open All Night en 1924.

- 1923 : Trois Femmes pour un mari (The Eternal Three)  de Marshall Neilan et Frank Urson  : Leonard Foster
- 1923 : Les Fauves (White Tiger) de Tod Browning : Roy Donovan
- 1924 : Souvent femme varie (Changing Husbands) de Frank Urson : Bob Hamilton
- 1924 : Lily of the Dust de Dimitri Buchowetzki : Karl Dehnecke
- 1924 : Nellie, The Beautiful Cloak Model de Emmett J. Flynn : Shorty Burchell
- 1924 : Open All Night de Paul Bern : Igor
- 1924 : Poisoned Paradise de Louis J. Gasnier : Martel
- 1924 : Les Affamés (The Dawn of a Tomorrow) de George Melford : le dandy
- 1925 : Raymond, fils de roi (A Regular Fellow) de A. Edward Sutherland : le prince

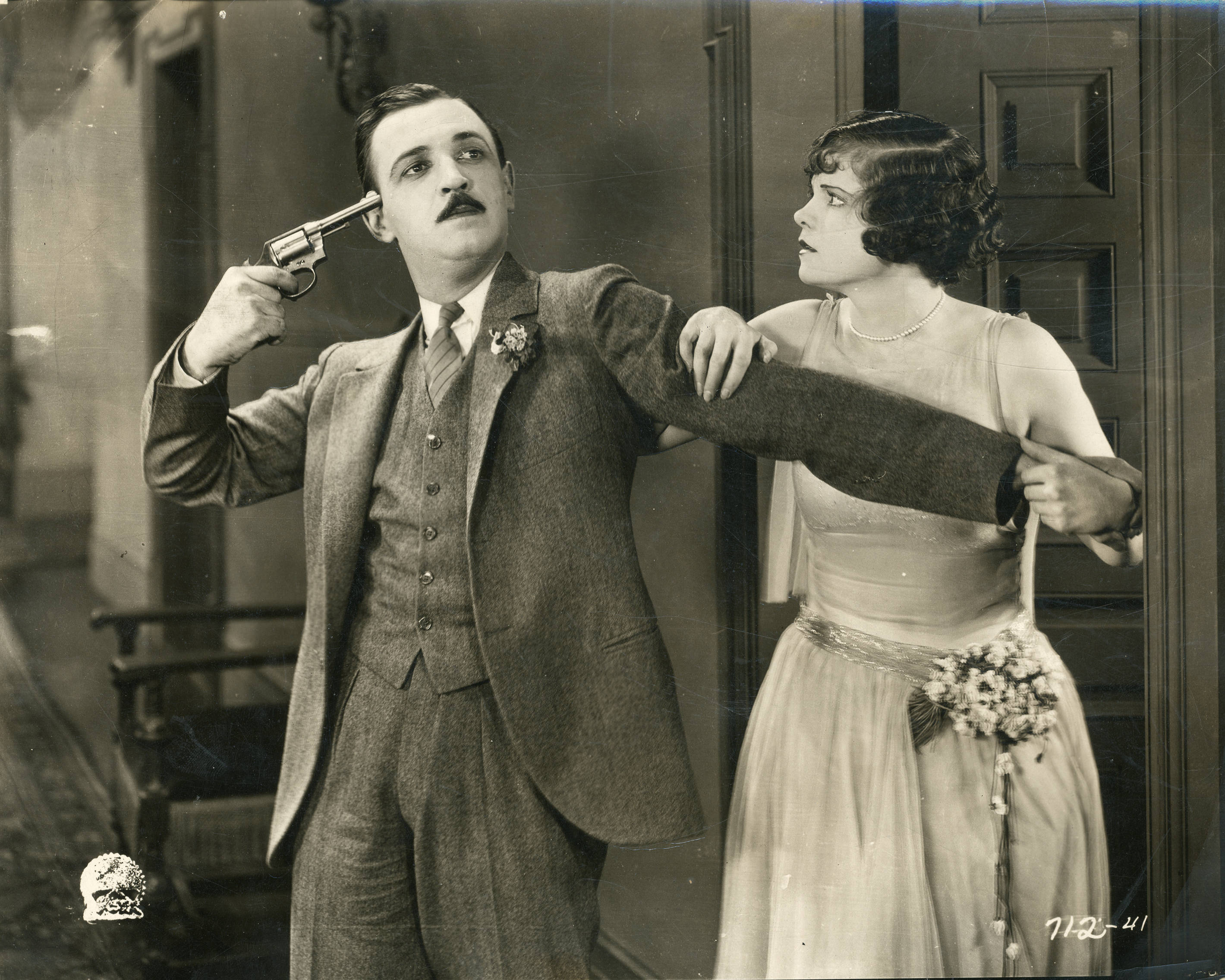
Dans Raymond ne veut plus de femmes (1925).

- 1925 : Fine Clothes de John M. Stahl : Oscar
- 1925 : Raymond, le chien et la jarretière (Forty Winks) de Frank Urson : Lord Chumley
- 1925 : Miss Barbe-Bleue (Miss Bluebeard) de Frank Tuttle : Bertie Bird
- 1925 : Le Mystérieux Raymond (Paths to Paradise) de Clarence Badger : le type de Duluth
- 1925 : Raymond ne veut plus de femmes (The Night Club) de Frank Urson : Robert White
- 1925 : When Winter Went de Reggie Morris : le rat de bibliothèque
- 1926 : Raymond s'en va-t-en guerre (Hands Up!) de Clarence Badger : Jack, espion confédéré
- 1926 : Wet Paint de Arthur Rosson : lui
- 1926 : You'd Be Surprised de Arthur Rosson : M. Green, le coroner
- 1927 : Raymond veut se marier (Time to Love) de Frank Tuttle : Alfred Sava-Goiu
- 1927 : Wedding Bill de Erle C. Kenton : Algernon Schuyler Van Twidder
- 1929 : L'Affaire Manderson (Trent's Last Case) de Howard Hawks : Philip Trent
- 1930 : À l'Ouest, rien de nouveau (All Quiet on the Western Front) de Lewis Milestone : Gérard Duval

### Comme scénariste
- 1922 : Fiancé malgré lui (The Crossroads of New York) de F. Richard Jones
- 1923 : Le Roi de l'air (Going Up) de Lloyd Ingraham
- 1924 : Amour, quand tu nous tiens... (The Yankee Consul) de James W. Horne

### Comme producteur
- 1932 : À tour de brasses (You Said a Mouthful) de Lloyd Bacon
- 1933 : Nuits de Broadway (Broadway Through a Keyhole) de Lowell Sherman
- 1933 : Ladies They Talk About de Howard Bretherton et William Keighley (non crédité)
- 1933 : Broadway Through a Keyhole de Lowell Sherman : co-produit avec William Goetz
- 1936 : Une certaine jeune fille (Private Number) de Roy Del Ruth : producteur associé
- 1939 : Hôtel pour femmes (Hotel for Women) de Gregory Ratoff : co-produit avec Darryl F. Zanuck
- 1940 : Les Révoltés du Clermont (Little Old New York) de Henry King